# ブルーシールアイスクリーム

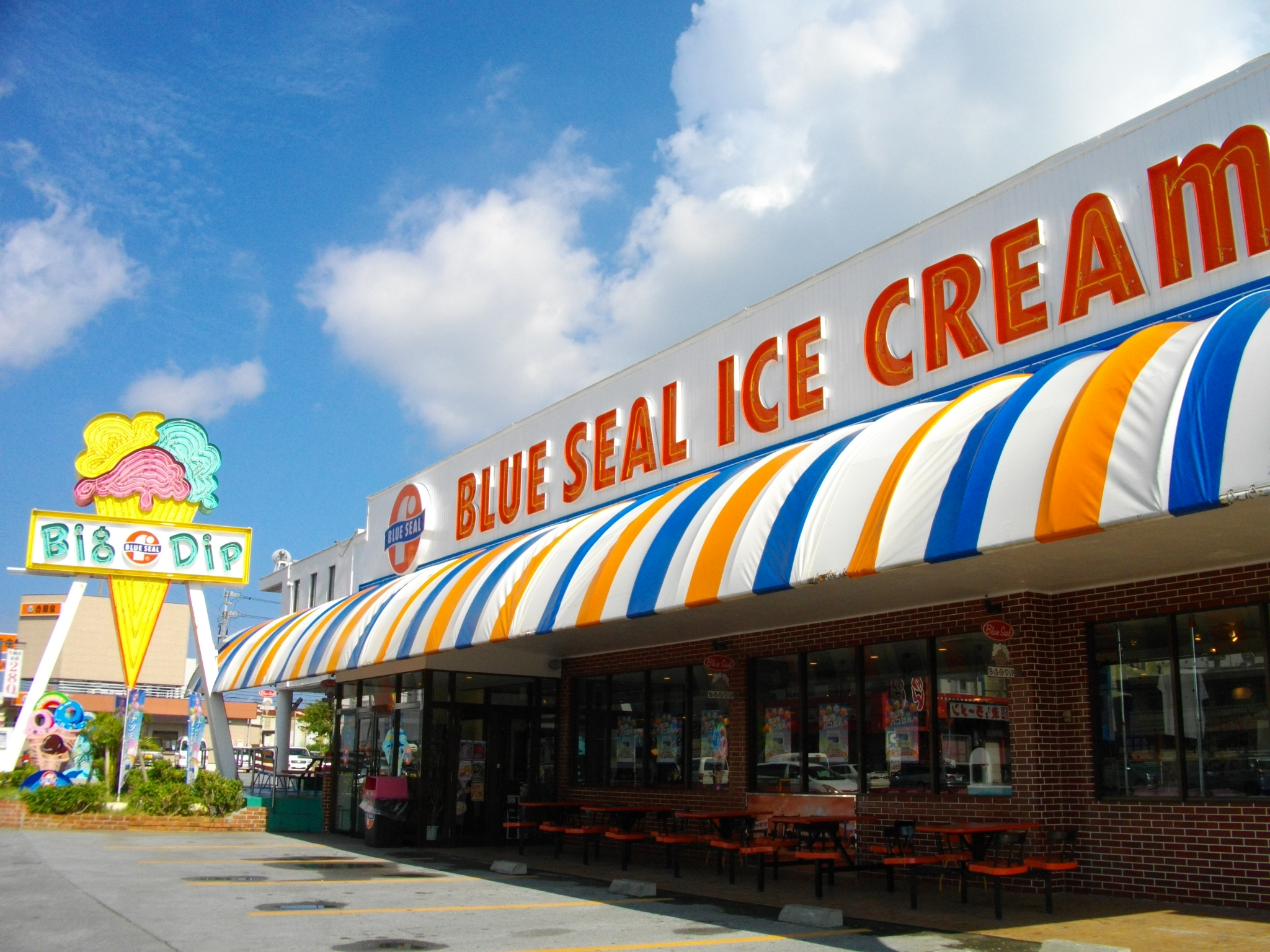
ブルーシールアイスクリームの店舗(浦添市の牧港本店)

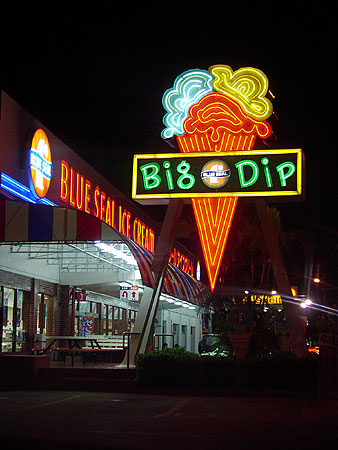
夜のブルーシールアイスクリームの店舗

ブルーシールアイスクリームは、沖縄県を中心に日本で展開されているアイスクリームの販売店及びブランドの名前である。経営母体はフォーモスト・ブルーシール株式会社で、市街地の他ショッピングモールや観光施設等いたる所に進出している。
企業スローガンとして『アイスがもたらす笑顔のために。』を掲げており、自社製品の一部パッケージにも、企業スローガンの英訳『For the Smiles that Ice Cream Brings.』が印字されている。

## 概説
アメリカ統治下の1948年に現在のうるま市にて創業した。社名の由来は、当社の母体であったアメリカのフォーモスト社の社名であり、ブルーリボン賞を受賞した最高品質の乳牛「フォーモスト号」と、1976年当時の米国で優れた品質の酪農品に贈られる“ブルーリボン賞”の称号である“ブルーシール”にあやかったもの。
当時はアメリカ軍基地の中に販売所が設けられ、軍関係者に向けた販売のみを行っていたが、1963年に基地の外に直営のパーラー「ブルーシールBigDip牧港店」を設置したことから、一般販売も行われるようになった。同時に、浦添市に経営会社としてフォーモスト ブルーシール株式会社が設立された。アイスクリームとしては高温多湿の気候に合わせたさっぱりした味が受け、観光客からの人気も高い。本州にも製品は出荷されており、スーパー等で購入することは可能である。製造は子会社のエムアンドビーが行っているが、パフェなど一部製品は製造許可の関係上、沖縄県外のメーカーに生産委託している。
旗艦店の牧港店には両替所を併設し、直営レストラン「On Dish（オン・ディッシュ）」も運営していたが、2015年12月31日をもって閉店した。跡地には2016年9月20日から2023年3月31日まで、手作りアイス体験型見学施設「ブルーシール アイスパーク」を展開していた。
サッポログループに属しており、サッポログループ食品株式会社の関連会社である。かつてはポッカサッポロフード&ビバレッジ（旧・ポッカコーポレーション）の子会社であったが、サッポログループ食品株式会社の発足により親会社が異動した。サッポロホールディングス（以下、サッポロHD）に対しては一般にいう孫会社の関係であるが、サッポロHDが間接的にブルーシールの議決権の過半数を所有しているため、法令上はサッポロHDの連結子会社にあたる。

## 歴史
- 1948年 - 米軍基地内においてアメリカ合衆国資本で、現在の沖縄県うるま市にてフォーモスト社として創業。
- 1963年 - カリフォルニアに本社を置くインターナショナルデイリーズの関連会社（沖縄ブルーシール販売株式会社）[8]として設立。基地外への販売を開始。
- 1972年 - 沖縄本土復帰に伴い、日本政府により株式取得認可。
- 1976年 - フォーモストよりフォーモスト・ブルーシールに商号を変更。
- 1978年 - 沖縄県外における事業拡大を日本政府により認可。
- 1984年 - フリースランド・フーズ社（Friesland Foods）に株式を譲渡。
- 1990年 - オランダに本拠を置くフリースランド・フリコ・ドモ社の国際部門の傘下に入る。
- 1996年 - ポッカコーポレーション（現・ポッカサッポロフード&ビバレッジ）に株式を譲渡。同社グループの傘下に入る。
- 2002年 - 沖縄明治乳業株式会社との生産統合により、2社による共同出資で子会社であるエムアンドビー株式会社を設立[9]。
- 2004年 - ブルーシール初の直営レストラン「On Dish（オン・ディッシュ）」開店。
- 2013年 - 創業65周年を機に、新しいブランドロゴマークに変更。[10]
  - 同時にサッポロ飲料とポッカコーポレーションの経営統合により、ポッカサッポロフード&ビバレッジ及びサッポログループの傘下となる。
  - 直営店「Big Dip」の名称を「ブルーシール」へ統一。
  - 新ブランドの旗艦店舗として「ブルーシール豊崎店」をリニューアルオープン。
- 2015年
  - 体験型見学工房建設のため、直営レストラン「On Dish（オン・ディッシュ）」閉店。
  - 沖縄イオンモールライカム内にFC「ブルーシール沖縄ライカム店」開店
- 2016年 
  - On Dish跡地に体験型ミュージアム「ブルーシール アイスパーク」開店。
  - ブルーシール沖縄ライカム店が直営店となる
- 2017年 
  - 沖縄県北谷町美浜に直営「ブルーシールデポアイランドシーサイド店」開店
  - 知財功労賞「経済産業大臣表彰」受賞
  - MEGA ドン・キホーテ宜野湾店が閉店[11]。
- 2018年 
  - 創業70周年を迎えた[12]。
  - FC「ブルーシール 宮古島店」開店[13]。
- 2019年 - サンエー浦添西海岸 PARCO CITY内に直営店舗として「ブルーシール浦添パルコシティ店」開店[14]
- 2020年
  - iias沖縄豊崎内に、新ブランドのサンドアイス専門店として「hug 3do（ハグサンド）」開店[15]
  - サッポログループの組織再編に伴い、ポッカサッポロフード&ビバレッジから、新しく設立されたサッポログループ食品の傘下となる[16]。
  - 豊見城市瀬長島にFC「ブルーシールセナガマリブ店」開店
  - 南城市玉城にFC「ブルーシール奥武島店」開店
  - 北谷町に直営「hug 3doアメリカンビレッジ店」開店
- 2021年 - キッチンカー（アイスクリーム販売車）として「ICE DREAM号」を運用開始[17]。
- 2023年 
  - 建物老朽化による建て替え工事のため、「ブルーシール牧港本店」と「ブルーシール アイスパーク」および本社事務所を閉鎖[18]。
  - 体験型見学施設「ブルーシール アイスパーク」閉業[19]。
- 2024年7月23日 - 新牧港本店がグランドオープン[20]。

## 特徴
- フレーバーは常時30種類以上を備えている。定番のバニラ、チョコレート、ストロベリーはもちろん、紅イモ、ウベ（ベニヤマイモ）、サトウキビ、塩ちんすこう、マンゴ、パイナップル、シークヮーサーなど南国沖縄ならではのフレーバーもあり、土産の一つとして定着している。フレーバーのほとんどがラクトアイスであり、非常にこくのある味だが、乳脂肪分は少ない。
- ソフトクリーム、クレープ、タピオカ、スムージーなども多くの店舗で取り扱っている。その他パスタ、ホットドッグ、ハンバーガーなどを取り扱っている店舗もある。
- ポーラベアーやビッグディップバー（現・チョコレートバー）などのアイス類、缶入りのチョコレート飲料、オリジナルのマンゴプリンやキャンディーなども沖縄県内では人気の商品である。
- 日本本土でも首都圏を中心に出店しているフランチャイズ店や全国各地の沖縄物産販売店、インターネット通販などで購入が可能で、フレーバーの中には販売店舗が限られるものも存在する。価格は販売店によって差があり、観光名所や観光施設内の店舗は若干割高である。

## 主な取扱商品

### アイスクリーム
自社ブランド
- ポーラベアーシリーズ
- 2（ターチ）バーシリーズ
- チョコレートバー[注釈 1]
- アイスバー（氷菓子）シリーズ
- ブルーシールカップシリーズ（110ml / 162ml / 72ml）
- アイス詰め合わせギフトシリーズ（ギフト12/ギフト18/ギフト24/ギフト36）
- 業務用4L（リットル）アイス各種

### ソフトクリームミックス
- ソフトミックスバニラ
- ソフトミックスチョコレート
- ソフトミックス紅イモ
- ソフトミックスマンゴー

（ソフトミックスシリーズは全て946ml）

### 過去に販売されていた商品

#### アイスクリーム
自社ブランド
- ブルーシール ソフトコーン（バニラ）
- ブルーシール ビッグコーン（紅イモ＆バニラ）
- ブルーシール パフェット（ストロベリーチーズケーキテイスト／キャラメルマキアート／ブルーウェーブ／レアチーズケーキテイスト）
- ブルーシール パーティーポップシリーズ（アイスバー）
- ローハイドアイスクリーム（180mlカップ）
- ブルーシール チョココーン（118ml）
- ホームタイプパック（クォーツサイズ946ml）
- ホームタイプパック（パイントサイズ473ml）
- ホームタイプパック（500mlプラカップ）
- パーティーサイズパック（ハーフガロンサイズ1890ml。バニラ／チョコレート／ストロベリー）
- アイスギフト各種（スマイルパック / トロピカルパック / ボリュームボックス / セレクトパック / セレクトハーフパック）
- 業務用アイス各種（10L／5L／3L）

ポッカサッポロとのコラボレーション
- キレートレモン アイスバー（2014年4月〜2015年3月までの期間限定販売）

スッパイマン（上間菓子店）とのコラボレーション
- スッパイマンバー

オリオンビールとのコラボレーション
- WATTA ICE BAR パッションフルーツ

ほか

#### 乳飲料・加工乳
- ブルーシールチョコドリンク（紙パック）
- ブルーシールチョコドリンクN（缶入り）
- ブルーシールミルク・ホワイト（紙パック）[24]
- ブルーシールミルク・ローファット（低脂肪乳・紙パック）
- ブルーシール酪農牛乳（低温殺菌処理牛乳）
- ブルーシールソフトマーガリン

ほか

## 沖縄県外への出店
わしたショップ（アンテナショップ）や百貨店などで開催される沖縄物産展での販売は従来から行われてきたが、1985年頃から沖縄県外にも本格的に出店するようになった。一例として、2007年にはイオンモール鹿児島などのイオンショッピングセンター内に出店したり、お好み焼きチェーン店「道とん堀」との提携で東京都福生市にも出店している
- 1985年 - 宮崎市花ヶ島町にアイスクリームパーラー本土第1号店が開店。当時、FM宮崎でスポットCMにて宣伝されていた。
- 2009年11月13日 - 関西国際空港内、旅客ターミナルビル2階に関西で初となる出店を果たした。
  - 東京都豊島区にFC「ブルーシール池袋サンシャインシティ店」開店
- 2010年12月 - 高速道路パーキングエリア初出店となる大黒PA（首都高速道路湾岸線）へ出店。
- 2011年7月 - 羽田空港内にFC「ブルーシール羽田空港店」開店。
- 2016年
  - 3月27日 - 関西国際空港店が閉店[25]。
  - 5月8日 - 岡山駅地下店が閉店[26]。
  - 11月5日 - 恵比寿ガーデンプレイス店が開店[27]。
- 2017年4月14日 - 横浜ワールドポーターズ店が開店[28]。
- 2018年3月3日 - キャナルシティ博多店が開店[29]。
- 2020年8月31日 - キャナルシティ博多店が閉店[30]。
  - 東京都杉並区にFC「ブルーシール高円寺店」開店。
  - 和歌山県東牟婁郡にFC「ブルーシール勝浦漁港にぎわい市場店」開店。
  - 埼玉県さいたま市にFC「ブルーシール南与野店」開店。
  - 愛知県名古屋市にFC「ブルーシール名古屋柴田店」開店。
- 2021年 - 兵庫県神戸市にFC「須磨海浜公園店」開店。

その他、直営店やフランチャイズ店を含めブルーシール取扱店が多数展開されている。

## コラボレーション
携帯電話
- ウィルコム（現・ソフトバンク）とのコラボレーションにより、PHS端末WX331K（HONEY BEE (携帯電話)）にブルーシールモデルが追加された。

カフェ・ド・クリエ
- 2016年4月、カフェ・ド・クリエ がイオンタウンとよみ店を開店し、沖縄地区に進出[31]。これにより、店内スイーツにブルーシールアイスが追加、提供される唯一のカフェとなった。

缶チューハイ（アルコール飲料）
- オリオンビールとのコラボレーションにより、オリオンチューハイWATTA ブルーウェーブ味を販売していた[32]。

ソフトドリンク（炭酸飲料）
- 2022年5月16日から、関連会社のポッカサッポロフード&ビバレッジとのコラボレーションにより、「がぶ飲み ブルーウェーブフロート」を販売していた[33]。

スナック菓子
- 2024年6月17日から、日清シスコとのコラボレーションにより、ココナッツサブレ＜島パインココナッツ味＞を販売している[34]。

## 広告宣伝
CMの一部はブルーシール公式HP「CM情報」でも視聴可能。
CM出演
- 比花知春（2006年） - ブルーシールレストランOnDish
- ストロングマシン2号（2007年）
- カチンバ1551（2004年 - 2008年）
- KANON&MIINA（Lucky Color's）（2010年）
- 松田るか（2011年）
- シベリアンスカンク（2011年）
- らぐぅんぶるぅ（2013年 - ）
- Chuning Candy（2021年4月 - 2022年3月）
- HY（2022年4月 - ）

ほか
CMソングタイアップ
- カチンバ1551（2004年 - 2008年）
- RYCOME（ライカム）（2010年）
- シベリアンスカンク（2011年）
- ZUKAN（2011年 - 2012年）
- らぐぅんぶるぅ（2013年 - ）
- green note coaster（2015年11月 - 12月25日、2016年11月 - 12月25日）
- Chuning Candy（2021年4月 - 2022年3月）
- HY（2022年4月 - ）

ほか